# Devín
Devín (allemand : Theben, hongrois : Dévény) est un quartier de la ville de Bratislava, en Slovaquie. Le village se trouve au confluent de la Morava dans le Danube, ces deux rivières servant de frontière avec l'Autriche. Cette position au bord du rideau de fer lui a valu de perdre des habitants de 1945 jusqu'en 1991 (779 habitants). Il est aussi situé juste en dessous du château de Devín, un haut lieu de l'histoire slovaque.

## Histoire
Première mention écrite du quartier en 1327.

## Démographie

### Évolution de la population
| Année:               | 1994. | 2004.    | 2014.    | 2024.    |
| -------------------- | ----- | -------- | -------- | -------- |
| Nombre de personnes: | 725   | 982      | 1237     | 2124     |
| Différence:          |       | +35,44 % | +25,96 % | +71,70 % |

| Année:               | 2023. | 2024.   |
| -------------------- | ----- | ------- |
| Nombre de personnes: | 2071  | 2124    |
| Différence:          |       | +2,55 % |

## Politique
| Nom            | Parti politique | date de l'élection | Fin du mandat |
| -------------- | --------------- | ------------------ | ------------- |
| Ľubica Kolková | KDH,PS,SZS      | 02.12.2006         | Déc. 2010     |